# Jerovec
Jerovec är en ort i Kroatien.   Den ligger i länet Varaždin, i den norra delen av landet, 50 km norr om huvudstaden Zagreb. Jerovec ligger 215 meter över havet och antalet invånare är 873.
Terrängen runt Jerovec är kuperad åt sydväst, men åt nordost är den platt. Runt Jerovec är det ganska tätbefolkat, med 54 invånare per kvadratkilometer. Närmaste större samhälle är Varaždin, 19,0 km öster om Jerovec. I omgivningarna runt Jerovec växer i huvudsak lövfällande lövskog.